# عوض الكثيري
عوض محمد الكثيري (مواليد 6 يوليو 2004، لاعب كرة قدم إماراتي يجيد اللعب في الهجوم يلعب مع نادي الوحدة في دوري الخليج العربي الإماراتي.